# Biała Waka (gmina)
Gmina Biała Waka (lit. Baltosios Vokės seniūnija) – gmina w okręgu wileńskim i rejonie solecznickim na Litwie.

## Skład etniczny
- Polacy – 63,1%

## Miejscowości
Miejscowości w gminie Biała Waka: Biała Waka, Macele Stare, Rudnia, Żegaryno.